# داميان هورن
داميان هورن (بالإنجليزية: Damien Horne)‏ هو مغن مؤلف أمريكي، ولد في 14 يوليو 1978.